# كاناغاوا (محافظة)

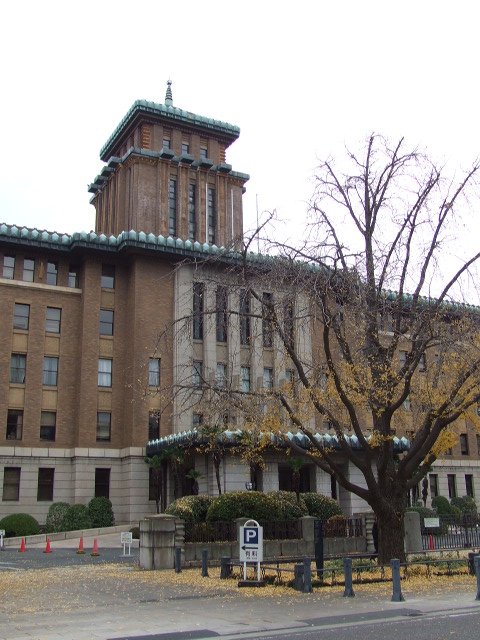
مبنى مكتب محافظة كاناغاوا.

محافظة كاناغاوا (باليابانية:  神奈川県, كاناغاوا-كين) إحدى محافظات اليابان تقع في جنوب منطقة كانتو، جزيرة هونشو. عاصمتها مدينة يوكوهاما. تعد محافظة كاناغاوا جزءاً من منطقة طوكيو الكبرى.

## تاريخ
في عصور اليابان الوسطى كانت محافظة كاناغاوا تعد جزءا من محافظة ساغامي ومحافظة موساشي التاريخيتين.
تم اكتشاف بعض الآثار التي تعود إلى فترة جومون (حوالي 400 قبل الميلاد).
قبل حوالي 3000 عام تفجر بركان جبل هاكونه ليشكل بحيرة أشي في الجزء الجنوبي من المحافظة.

## جغرافيا
تعد محافظة كاناغاوا من المحافظات الصغيرة نسبياً من حيث المساحة وهي محصورة بين طوكيو من الشمال، جبل فوجي من الشمال الغربي، خليج ساغامي وخليج طوكيو من الجنوب والشرق.

## مدن المحافظة
يوجد في محافظة كاناغاوا تسعة عشر مدينة هي:
| - أتسوغي - أياسه - تشيغاساكي - إبينا - فوجيساوا - هادانو - هيراتسوكا - إسيهارا - كاماكورا - كاواساكي - وهي مقسمة إلى 7 أحياء (كو): - أسا-كو - كاواساكي-كو - ميامايه-كو - ناكاهارا-كو - سايواي-كو - تاكاتسو-كو - تاما-كو - مينامي أشيغارا - ميورا - أوداوارا - ساغاميهارا - ياماتو | - يوكوهاما (العاصمة) - وهي مقسمة إلى 18 حي (كو): - أوبا-كو - أساهي-كو - هودوغايا-كو - إيسوغو-كو - إيزومي-كو - كاناغاوا-كو - كانازاوا-كو - كوهوكو-كو - كونان-كو - ميدوري-كو - مينامي-كو - ناكا-كو - نيشي-كو - ساكايه-كو - سيا-كو - توتسوكا-كو - تسوزوكي-كو - تسورومي-كو - يوكوسوكا - زاما - زوشي |

## ثقافة

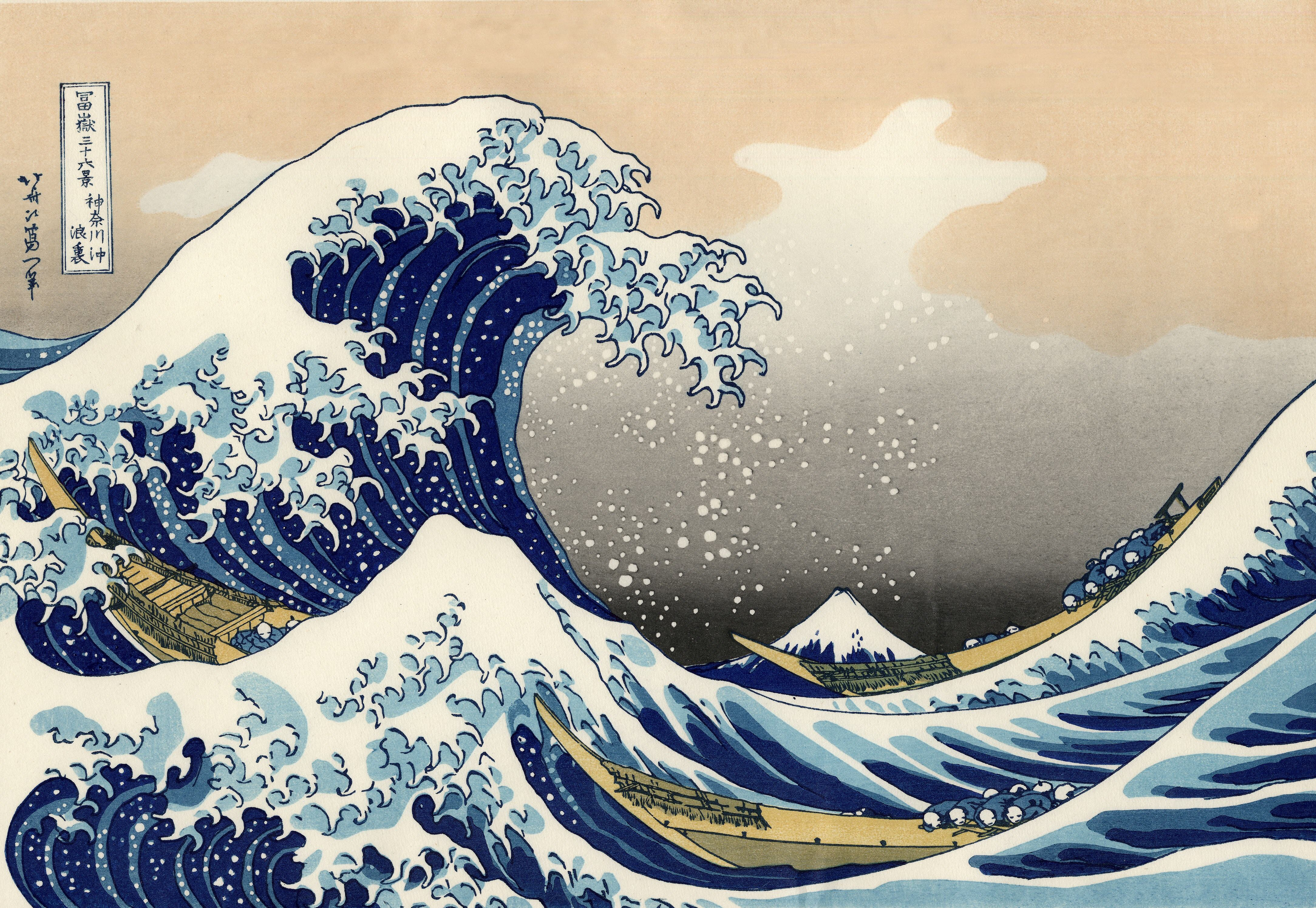
موجة كاناغاوا العظيمة من أعمال هوكوساي.

- من أشهر لوحات فن أوكييو-إه هي لوحة موجة كاناغاوا العظيمة التي قام برسمها هوكوساي.

## رياضة

### كرة سلة

#### فرق رياضية
- كاواساكي فرونتال
- يوكوهوما مارينوس
- يوكوهاما إف سي
- شونان بلمار

## توأمة
لكاناغاوا (محافظة) اتفاقيات توأمة مع كل من:
- ماريلند (23 أبريل 1981 - )[5]
- لياونينغ (12 مايو 1983 - )[5]
- أوبلاست أوديسا (14 أكتوبر 1986 - )[5]
- بادن-فورتمبيرغ (24 نوفمبر 1989 - )[5]
- غيونغي (24 أبريل 1990 - )[5]
- غولد كوست (14 أغسطس 1990 - )[5]
- بينانق (3 أكتوبر 1991 - )[5]
- محافظة فسترا يوتالاند (27 أغسطس 1998 - )[5]
- توياما

## أعلام
- ماساو أونو
- ماساو كينيتشي
- تاداو كوباياشي
- يوكي موتو
- ياسو سوزوكي
- ماري يونيهارا
- آراوا كيمورا
- سيتسوكو هارا

## وصلات خارجية
- الموقع الرسمي لمحافظة كاناغاوا